# Lidia Litviak
Lidia Litviak (en russe : Лидия Владимировна Литвяк, Lidia Vladimirovna Litviak) (18 août 1921 — 1er août 1943), également connue sous le nom de Lili Litviak, est l'une des deux seules femmes as soviétiques de la Seconde Guerre mondiale (et par extension de l'Histoire mondiale) et certainement la plus connue avec Iekaterina Boudanova.
Surnommée le Lys Blanc ou la Rose de Stalingrad par la presse soviétique, elle avait, à son décès à 21 ans, accompli 168 missions et comptait 12 victoires personnelles à son actif, chiffre parfois contesté par certains qui ne lui attribuent que de deux à cinq victoires. Elle était surnommée le Lys Blanc à cause de cette fleur peinte sur chaque flanc du fuselage et la Rose de Stalingrad parce qu'à chaque fois qu'elle abattait un avion nazi, elle faisait peindre une rose blanche sur le nez de son chasseur.

## Biographie
Lidia Litviak est née à Moscou le 18 août 1921. Son père, Vladimir Leontievitch Litviak, qui était conducteur de trains, disparait pendant la Grande Purge de 1937. Elle est attirée par l'aviation dès son plus jeune âge et entre, à quatorze ans, dans un aéro-club, où elle effectue son premier vol en solo un an plus tard. Elle intègre ensuite l'école d'aviation de Kherson et obtient un brevet d'instructeur. Après l'invasion de l'Union soviétique, elle désire rejoindre une unité de combat mais voit ses demandes refusées en raison de son manque d’expérience. Elle falsifie alors son temps de vol en l’augmentant d’une centaine d’heures, ce qui lui permet d’intégrer, au début de l'année 1942, le 586e régiment de chasse créé par Marina Raskova, une unité équipée de Yakovlev Yak-1, qui défend la région de Saratov. Elle effectue ses premières missions de combat, de janvier à août 1942,.
En septembre, Litviak et plusieurs autres femmes pilotes, dont Raissa Beliaïeva, Iekaterina Boudanova et Maria Kouznetsova (en), sont affectées à une unité masculine, le 437e régiment de chasse, opérant dans le secteur de Stalingrad, unité équipée de chasseurs Lavotchkine La-3. Le 13 septembre, trois jours seulement après son arrivée, elle remporte ses deux premières victoires, abattant un Junkers Ju 88 et, surtout, un Bf 109 G-2 piloté par l’as allemand Erwin Maier,, devenant ainsi la première femme pilote ayant abattu un appareil ennemi. Elle abat un autre Bf 109 le lendemain, puis de nouveau un Ju-88 le 27 septembre.
Les quatre femmes sont mutées en octobre 1942 au 9e régiment de chasse de la Garde, commandé par Lev Chestakov. Elles y restent jusqu'en janvier 1943, puis elles intègrent le 296e régiment de chasse, dirigé par Nikolaï Baranov. Le 23 février, elle reçoit l'ordre du Drapeau rouge, est promue second lieutenant et sélectionnée pour pratiquer la chasse libre, ou okhotniki. Le 22 mars 1943, Lidia Litviak abat un Ju-88 et un Bf 109, mais est elle-même blessée et doit se poser en urgence dans un champ, où elle est secourue par le pilote d’un IL-2 qui se pose à proximité ; la gravité de ses blessures l’oblige néanmoins à rester hospitalisée jusqu’en mai. Lorsqu'elle rejoint son unité, celle-ci est devenue le 73e régiment de chasse de la Garde. Dès son retour, elle abat deux Bf 109 les 5 et 7 mai, mais est durement affectée par la mort de son leader, Alexeï Solomatine, lors d’un exercice le 21 mai.
Litviak est blessée une nouvelle fois le 16 juillet, mais refuse d’être mise au repos, considérant sa blessure mineure, et demande à retourner au combat. Deux semaines plus tard, le 1er août 1943, elle est portée disparue lors d’une mission d’interception de bombardiers dans la région du Donetsk, en Ukraine. Elle a alors 21 ans.
Elle est l'as féminine la plus performante de la Seconde Guerre mondiale et reste la femme pilote dotée du plus important tableau de chasse de l'Histoire : si elle est officiellement créditée de 12 victimes, certains historiens estiment ce nombre plutôt proche de 16.
En 1969, des enfants découvrent l’épave d’un avion contenant les restes d’un pilote de petite taille dans un champ près du village de Dmitriyeva. Ayant eu vent de cette découverte en 1979, Valentina Vaschenko, un professeur qui avait déjà cherché, sans succès, ce qui était arrivé à Litviak fait exhumer le corps, dont l’analyse confirme qu’il s’agit de la pilote. Vaschenko monte alors un musée consacré à la jeune femme et aux autres femmes pilotes de l’Union soviétique, et obtient finalement de Mikhaïl Gorbatchev la nomination de Lidia Litviak au titre d’Héroïne de l'Union soviétique le 5 mai 1990.

## Controverse
Plusieurs historiens contestent la version officielle soviétique de la mort de Lidia Litviak, considérant qu’elle n’a pas été tuée le 1er août 1943 mais capturée par les Allemands. Kazimiera Cottam affirme notamment que le corps découvert à Dmitriyeva n’a jamais été exhumé comme le prétend Valentina Vaschenko mais identifié uniquement à partir du croisement de documents d’archives. Par ailleurs, elle fait remarquer que le pilote soviétique Vladimir Lavrinenkov a affirmé l’avoir vue dans le camp de prisonniers où il se trouvait.
Gian Piero Milanetti fait, quant à lui, remarquer qu’une femme pilote a sauté en parachute de son appareil dans la zone où Litiviak a disparu et qu’elle est la seule femme pilote à avoir disparu à cet endroit le 1er août. Il rapporte, par ailleurs, que l’historien russe Anatoly Plyac, anciennement major au KGB, lui a dit que Litviak avait survécu et été faite prisonnière.
Enfin, en l’an 2000, l’ancienne pilote Nina Raspopova déclare avoir reconnu Litviak dans un reportage diffusé à la télévision et tourné en Suisse, dans lequel intervient une ancienne pilote soviétique n’indiquant pas son nom mais disant avoir été blessée à deux reprises.